# Новгородска област
Новгородска област е субект на Руската Федерация, в Северозападния федерален окръг. Площ 54 501 km2 (49-о място по големина в Руската Федерация, 0,32% от нейната площ). Население на 1 януари 2018 г. 606 305 души (70-о място в Руската Федерация, 0,41% от нейното население). Административен център град Велики Новгород. Разстояние от Москва до Велики Новгород 606 km.

## Историческа справка
На територията на Новгородска област се намират едни от най-старите руски градове: Велики Новгород – за първи път се споменава в древните летописи през 859 г. под името Новгород Велики. От началото на втората половина на ІХ в. е известен като най-значителния град в северозапада на Русия. От Х до ХІІ в. е в пределите на Киевска Рус. Други стари селища са Холм (от 1144 г., град от 1777 г.) и Старая Руса (от 1167 г.). През ХVІІІ в. за градове са утвърдени: Боровичи и Валдай (1770 г.) и Солци (1781 г.). Новгородска област е образувана на 5 юли 1944 година.

## Географска характеристика
Новгородска област се намира в северозападната част на Европейска Русия, в Северозападния федерален окръг. На север граничи с Ленинградска област, на североизток – с Вологодска област, на югоизток и юг – с Тверска област и на запад – с Псковска област. В тези си граници заема площ от 54 501 km2 (49-о място по големина в Руската Федерация, 0,32% от нейната площ).
Разположена е в северозападната част на Източноевропейската равнина и по характера на релефа може да бъде разделена на две части – равнинна западна и възвишена и хълмиста източна. Западната част е заета от обширната и заблатена Приилменска низина. На югоизток се простира хълмисто-моренното Валдайско възвишение (височина до 296 m), по което преминава главния вододел между Балтийско и Каспийско море. Възвишението е стъпаловидно терасирано над Приилменската низина и е силно разчленено от долините на реките. На североизток в пределите на областта попада част от Тихвинския рид (Тихвинска гряда) с височина до 280 m.
Климатът на областта е умереноконтинентален. Зимата е мека и снежна със средна януарска температура от -7,5 °C до -10,2 °C, а лятото е умерено топло със средна юлска температура от 16,5 °C до 17,5 °C. Годишна сума на валежите е 700 – 800 mm. Вегетационния период (минимална денонощна температура 5 °C) е от 119 до 132 дни.
На територията на областта протичат около 15 хил. реки (с дължина над 1 km) с обща дължина над 38 хил.km и принадлежат към два водосборни басейна: на река Нева (над 97%), вливаща се в Балтийско море и на река Волга (под 3%), вливаща се в Каспийско море. Най-големите реки принадлежащи към водосборния басейн на река Нева са: Мста, Пола, Ловат и Шелон, вливащи се чрез делти в езерото Илмен, от което изтича река Волхов, вливаща се в Ладожкото езеро. Най-голямата река принадлежаща към водосборния басейн на Волга е левият ѝ приток река Молога, протичаща през крайната източна част на областта. По-голямата част от реките в областта имат спокойно течение и малка скорост, а тези протичащи през Валдайското възвишение са по-бързи и с по-дълбоки долини. Подхранването на реките е смесено с преобладаване на снежното (50 – 60%). За тях е характерно високо пролетно пълноводие, лятно-есенно маловодие, нарушавано от епизодични прииждания в резултат на поройни дъждове предимно през есента и ясно изразено зимно маловодие. Замръзват в края на ноември или началото на декември, а се размразяват в началото на април.
В Новгородска област има над 2,5 хил. естествени и изкуствени водоеми с обща площ над 1,7 хил.km2, в т.ч. около 1,6 хил. езера с площ над 10 дка. Значително част от новгородските езера са с ледников произход. На изток се срещат карстови езера, а има и множество крайречни (старици) езера и езера в делтите на реките, вливащи се в езерото Илмен. Най-голямото езеро в областта и едно от най-големите в Русия е езерото Илмен. Други по-големи езера са Селигер (северната му акватория) в басейна на река Волга, Валдайско, Ужинско, Веле, Пирос и др. Блатата заемат 10,06% от територията на областта – 5483 km2, като на границата между Новгородска и Псковска област е разположена една от най-големите блатни системи в Европа – Полистово-Ловатската блатна система.
Почвите са предимно ливадно-подзолисти, заблатени на северозапад. Горите заемат над 50% от територията на областта. На север и североизток са се съхранили иглолистни гори (смърч, бор), а на запад – широколистни (бреза, осика, дъб). Около 7% са заети от пасища, разпространени предимно по бреговете на езерото Илмен.

## Население
На 1 януари населението на Новгородска област наброява 606 305 души (70-о място в Руската Федерация, 0,41% от нейното население). Гъстота 11,12 души/km2. Градско население 71,54%. При преброяването на населението на Русия през 2010 г. етническият състав на областта е следния: руснаци 530 280 души (95,06%), украинци 7025 (1,19%), цигани 3598 (0,61%), беларуси 3438 (0,58%), други 15 054 (2,55%).

## Административно-териториално деление
В административно-териториално отношение Новгородска област се дели на 1 областен градски окръг, 21 муниципални района, 10 града, в т.ч. 3 града с областно подчинение (Боровичи, Велики Новгород и Старая Руса) и 7 града с районно подчинение и 11 селища от градски тип.
| Административна единица | Площ (km2) | Население (2018 г.) | Административен център | Население (2018 г.) | Разстояние до Велики Новгород (в km) | Други градове и сгт с районно подчинение |
| ----------------------- | ---------- | ------------------- | ---------------------- | ------------------- | ------------------------------------ | ---------------------------------------- |
| Областни градски окръзи |            |                     |                        |                     |                                      |                                          |
| І. Велики Новгород      | 90         | 222 594             | гр. Велики Новгород    | 222 594             |                                      |                                          |
| Муниципални райони      |            |                     |                        |                     |                                      |                                          |
| 1. Батецки              | 1592       | 5428                | пос. Батецки           | 2258                | 62                                   |                                          |
| 2. Боровички            | 3138       | 65 116              | гр. Боровичи           | 50 896              | 177                                  |                                          |
| 3. Валдайски            | 2702       | 23 776              | гр. Валдай             | 14 379              | 140                                  |                                          |
| 4. Волотовски           | 995        | 4906                | пос. Волот             | 2236                | 147                                  |                                          |
| 5. Демянски             | 3199       | 10 760              | сгт Демянск            | 4453                | 181                                  |                                          |
| 6. Крестецки            | 2791       | 12 109              | сгт Крестци            | 7904                | 85                                   |                                          |
| 7. Любитински           | 4486       | 8857                | сгт Любитино           | 2535                | 235                                  | Неболчи                                  |
| 8. Маловишерски         | 3281       | 15 217              | гр. Малая Вишера       | 11 015              | 93                                   |                                          |
| 9. Марьовски            | 1819       | 4315                | с. Марьово             | 2297                | 234                                  |                                          |
| 10. Мошенски            | 2568       | 6421                | с. Мошенское           | 2229                | 228                                  |                                          |
| 11. Новгородски         | 4596       | 63 413              | гр. Велики Новгород    |                     |                                      | Панковка, Пролетарий                     |
| 12. Окуловски           | 2521       | 21 908              | гр. Окуловка           | 10 470              | 140                                  | Кулотино, Угловка                        |
| 13. Парфински           | 1591       | 13 019              | сгт Парфино            | 6784                | 116                                  |                                          |
| 14. Пестовски           | 2110       | 20 683              | гр. Пестово            | 15 461              | 314                                  |                                          |
| 15. Поддорски           | 2954       | 4040                | с. Поддоре             | 1860                | 158                                  |                                          |
| 16. Солецки             | 1423       | 16 951              | гр. Солци              | 8995                | 78                                   |                                          |
| 17. Староруски          | 3111       | 43 469              | гр. Старая Руса        | 29 019              | 99                                   |                                          |
| 18. Хвойнински          | 3186       | 14 697              | сгт Хвойная            | 5985                | 258                                  |                                          |
| 19. Холмски             | 2179       | 5384                | гр. Холм               | 3445                | 201                                  |                                          |
| 20. Чудовски            | 2332       | 20 901              | гр. Чудово             | 14 730              | 75                                   |                                          |
| 21. Шимски              | 1837       | 11 558              | сгт Шимск              | 3726                | 48                                   |                                          |

|  | Тази страница частично или изцяло представлява превод на страницата „Административно-территориальное деление Новгородской области“ в Уикипедия на руски. Оригиналният текст, както и този превод, са защитени от Лиценза „Криейтив Комънс – Признание – Споделяне на споделеното“, а за съдържание, създадено преди юни 2009 година – от Лиценза за свободна документация на ГНУ. Прегледайте историята на редакциите на оригиналната страница, както и на преводната страница, за да видите списъка на съавторите. ВАЖНО: Този шаблон се отнася единствено до авторските права върху съдържанието на статията. Добавянето му не отменя изискването да се посочват конкретни източници на твърденията, които да бъдат благонадеждни. |

## Селско стопанство
Отглежда се свине, птици; едър рогат добитък, фуражни култури, картофи, зеленчуци; зърнени култури.
| хиляди хектара | 567 | 484,8 | 371,8 | 280,1 | 180,6 | 181,4 | 178,5 |